# 瑞利陨击坑
瑞利陨击坑（Rayleigh）是火星南海区的一座撞击坑，其中心坐标位于南纬75.6度、西经240.9处，直径126公里。该特征取名自英国物理学家和工程师约翰·威廉·斯特拉特(瑞利男爵)(1842年—1919年），1976年被国际天文联合会行星系统命名工作组批准接受。
以下图像显示了层状特征，这些特征可能是覆盖层被侵蚀的结果。

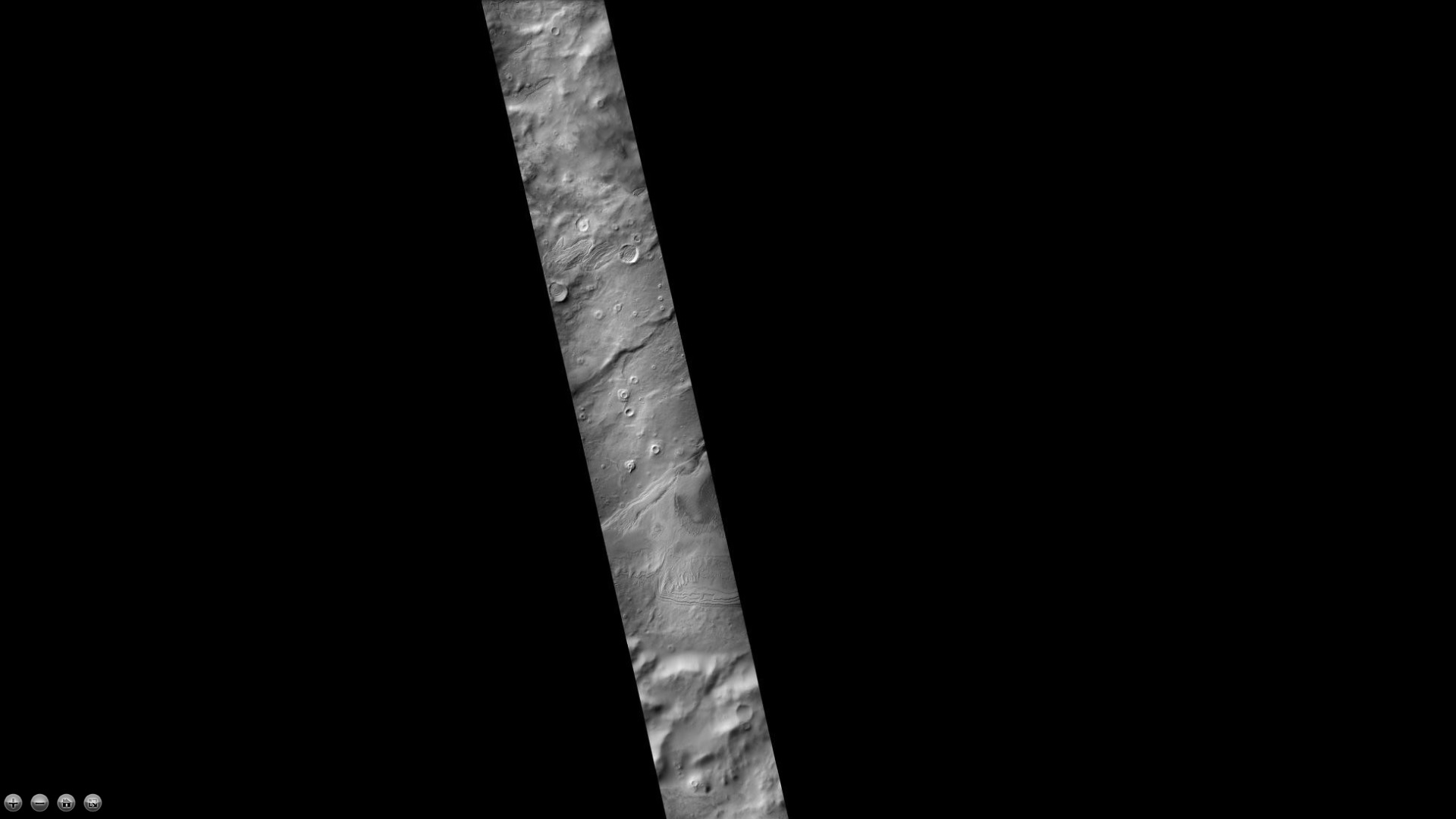
瑞利陨击坑内的地层，注：这是前一幅图像的放大版。

## 另请查看
- 小行星22740瑞利
- 火星气候
- 火星地质
- 撞击事件
- 火星撞击坑
- 火星矿石资源
- 行星体系命名法
- 火星水文